# Фирм и Рустик
Фирм и Рустик (+ ок. 290, Верона) — мученики из Вероны. День памяти — 9 августа.
По преданию, Фирмин и Рустик были родственниками, знатными гражданами Бергамо. Они были умучены в Вероне при императоре Максимиане после отказа принести жертву идолам. Судия Анолин (Anolinus) предал их мучениям, избиению палицами, после чего оба были обезглавлены.
Имеется мнение, что на самом деле Фирм и Рустик были мучениками из Африки, чьи мощи были перенесены в Верону.

## Галерея

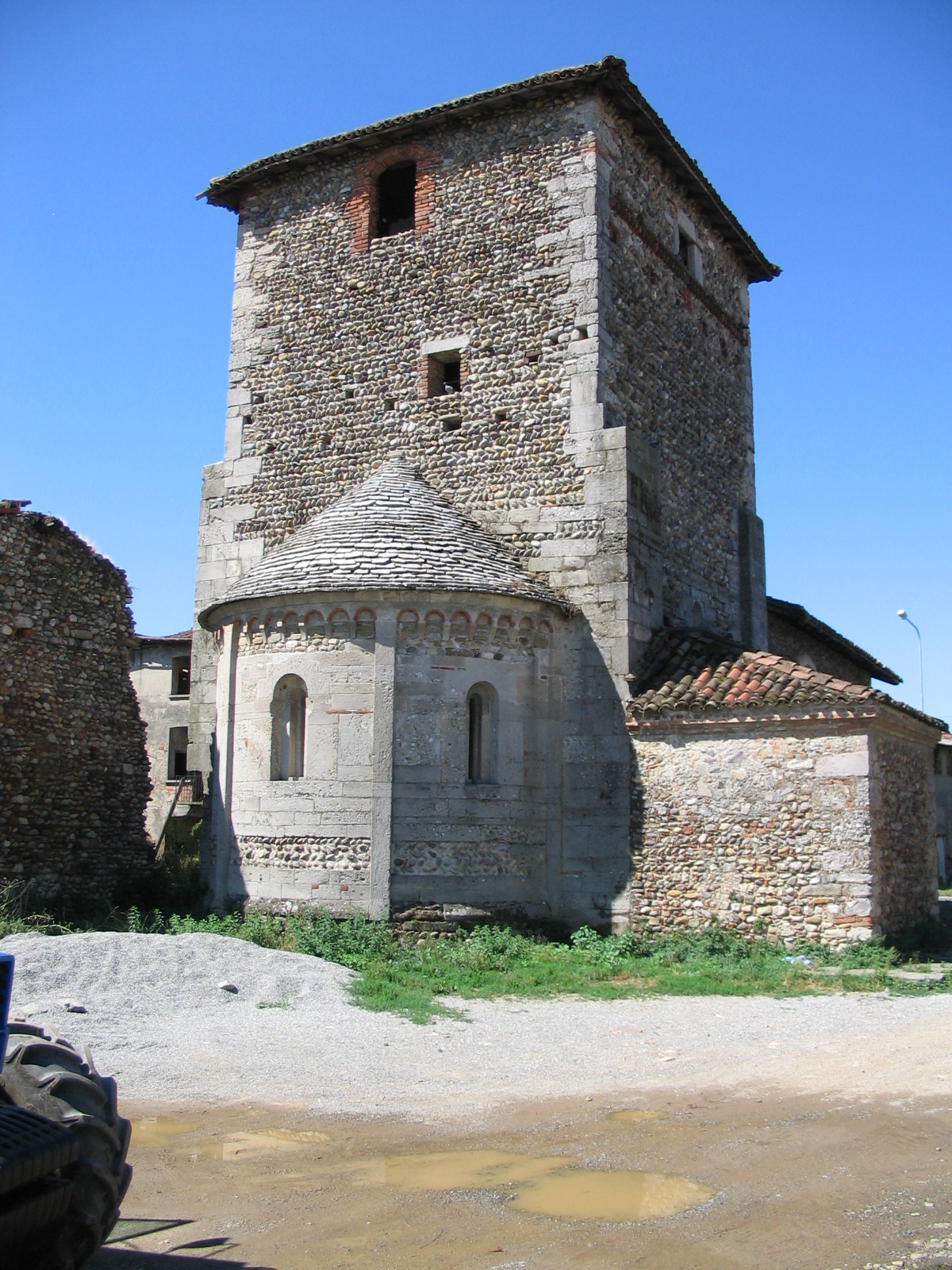
Храм святых Ферма и Рустика, Бриньяно-Джера-д'Адда.  XII век.
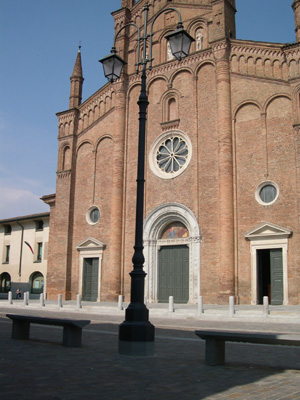
Приходская церковь святых Фирма и Рустика по проекту Караваджо.
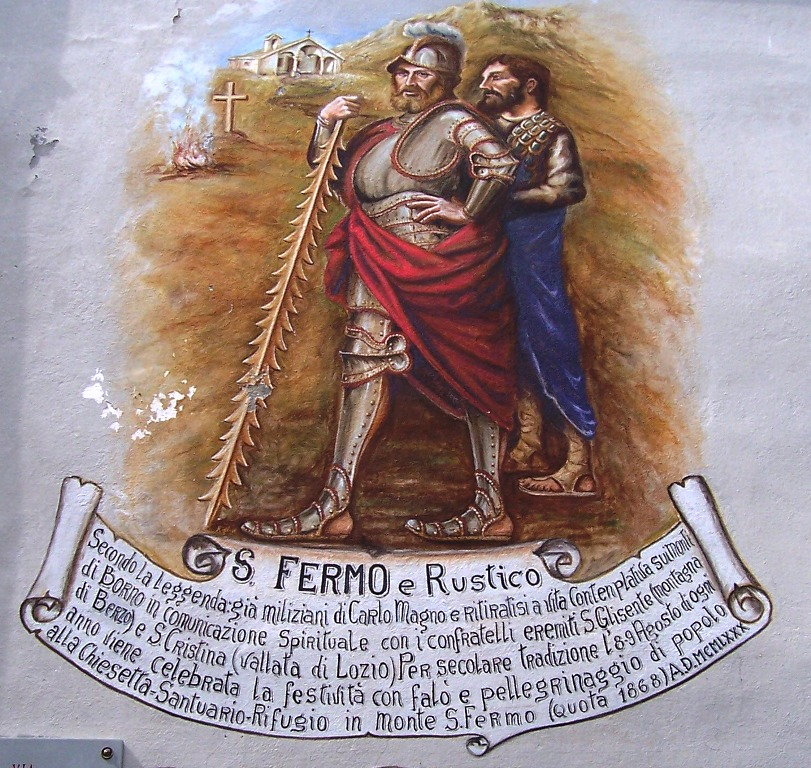
Святые Фирм и Рустик. Фреска в долине Камоника.